# Мушкетов, Виталий Ильич
Виталий Ильич Мушкетов (15 [27] мая 1887, Романовская, область Войска Донского — не ранее 1945) — русский и советский художник и педагог.

## Биография
Родился 15 мая (27 мая по новому стилю) 1887 года в станице Романовская Области Войска Донского.
Учился в гимназии в Санкт-Петербурге, продолжил обучение в Московском училище живописи, ваяния и зодчества. По окончании училища получил две серебряные медали (1902 год) и диплом на звание неклассного художника живописи (1903 год). В 1903—1907 годах обучался в Императорской академии художеств в Санкт-Петербурге, получив звание художника живописи.
Начал педагогическую деятельность в средних учебных заведениях Смоленска, где преподавал графику: частная прогимназия М. Г. Володзько (1906—1907), мужская гимназия Ф. В. Воронина (1907—1914); губернская гимназия (1914—1918) и 17-я школа (1918—1919). С 1919 года Мушкетов преподавал черчение в смоленских вузах — университете им. Октябрьской революции и педагогическом институте. Когда на базе этих вузов в январе 1922 года был образован Смоленский государственный университет, он работал на рабочем и педагогическом факультетах. С 1930 года преподавал на рабочем и математическом факультетах педагогического института. В 1933—1936 годах — в Еврейском педагогическом техникуме. В Смоленске у Виталия Мушкетова была собственная студия.
Не оставлял художник занятия живописью. Основной темой его творчества стала история Смоленска — он запечатлел многие впоследствии исчезнувшие здания и улицы города. В 1916 году была выпущена серия почтовых карточек с видами Смоленска, на которых по работам Мушкетова были воспроизведены смоленские достопримечательности. С 1904 года он был участником выставок Академии художеств, в 1912 году прошли его выставки в Смоленске (была посещена, в частности, государем императором) и Москве, с 1918 года участвовал в выставках Смоленского общества художников.
Одновременно с педагогической и творческой деятельностью с 1919 по 1930 год Виталий Ильич заведовал мастерской по изготовлению научных (наглядных) пособий при Смоленском государственном университете, а с 1930 по 1940 год — при педагогическом институте. Некоторое время являлся сотрудником Смоленского музея, которому подарил ряд своих работ. Проиллюстрировал ряд книг, в основном связанных с историей Смоленска.
В Великую Отечественную войну находился в оккупированном Смоленске. В июле 1941 года был привлечён немцами к работе в Смоленской городской управе. Затем был назначен директором лишь частично эвакуированного Смоленского музея.
В марте 1943 года принимал участие в отправке оставшихся музейных ценностей из Смоленска в Вильно, куда прибыл вместе с женой Натальей (работала у немцев в качестве переводчицы) в сентябре 1943 года. Опасаясь преследований за сотрудничество с оккупационной властью, летом 1944 года они вместе переехали в Либаву (ныне Лиепая, Латвия), затем — в Плессе и далее в Зальцведель. Дальнейшая их судьба неизвестна.